# Зора Адамовић Нада
Зора Адамовић Нада (1911, Голеш — 13. март 1942, код села Ракош) била је учитељица у Преспи.

## Биографија
У августу 1941. године постављена jе за учитељицу у селу Горњој Топоници, али је добила боловање и илегално живела и радила у Лесковцу. Радила је на задацима партијске технике, а повремено обављала је и курирску дужност између ОК Лесковац и Београда.
Са Добрилом Стамболић Зорком становала jе у Лесковцу, у кући Загорке Ђокић у Сахат мали.
Крајем децембра 1941. године полиција је трагала за Зором Адамовић,  Добрилом Стамболић, Надом Караичић и другима.
Приликом претреса станова, крајем децембра 1941. године, Зорана Адамовић, учитељица и члан КПЈ, неопажено се изгубила из Лесковца и ступила у Бабички партизански одред.